# ベントナイト
ベントナイト（英: bentonite）は、スメクタイトグループのモンモリロナイトを主成分とする粘土の総称。工業、建設業で幅広く利用される。ベントナイトが最初に発見された場所のひとつはアメリカ合衆国ワイオミング州ロックリバー付近の頁岩層であり、この層は19世紀中頃にフォートベントン (モンタナ州)にちなんでベントンシェールと命名されている。
一般に、膨潤性の粘土鉱物が含有量の如何に関わらず含まれていればベントナイトと言うことができる。なお、かつては火山灰由来の物に限る、とする考え方もあった。
層状のフィロケイ酸アルミニウムを多く含むため、吸水性とイオン交換性が高い。陽イオンとしてアルミニウムのほかにナトリウム、カルシウム、カリウムなどを含むものがあり、これらの陽イオン種によって分類される。火山灰が水による変成作用を受けて生じたものが多い。
日本では、酸性を示すものは酸性白土といい、中性からアルカリ性を示すものを限定してベントナイトと呼ぶことが多い。

## 分類
日本では、交換性陽イオンの種類に応じて、以下の様に分類されることが多い。
- ナトリウム型ベントナイト
- カルシウム型ベントナイト
- 活性化ベントナイト（カルシウム型ソーダ灰処理品）

## 産出地
アメリカ合衆国ワイオミング州、サウスダコタ州、中華人民共和国遼寧省、吉林省が主な産地として知られている。
日本では、グリーンタフである青森県、山形県、宮城県、群馬県、新潟県、島根県等で産出され、代表的な鉱山は月布鉱山（山形県大江町）、川崎鉱山（宮城県川崎町）である。

## 性質と用途
高い粘性、粘着性、吸水性や吸着性などの性質により、陶磁器のほか、各種産業に広く利用される。
乾燥重量の数倍に及ぶ吸水により膨潤し、固形状態では不透水性である。また水懸濁液は安定なコロイドを形成し、高い粘性を示す。さらにしばしばチキソトロピーを示し、高濃度ではゲル化するが撹拌により液状化する。このような性質は特にナトリウム型ベントナイトで顕著である。これを利用して、土木工事用防水材や掘削用泥水に利用される。
他に化粧品、洗剤、石鹸、農薬などの添加剤（分散剤、増粘剤、保湿剤、増量剤など）として使われる。医薬品では軟膏の基材などに使われる。また粘結剤として様々な製品に用いられ、砂に混ぜて鋳型にも用いられる。多様な物質を吸着するため、スカルプシャンプーや猫砂にも用いられる。練炭や豆炭でも吸着性を生かして添加されている。食品の分野では、ワインや梅酒の濁り除去（澱下げ）に広く用いられているほか、膨潤作用による満腹感を期待して非常食の乾パンに添加されることがある。
カルシウム型ベントナイトは吸水・膨潤性には乏しいが、イオンや油脂に対する吸着材、また石油精製における不純物吸着剤として用いられる。酸性白土と同様の性質を示すもの（Fuller's earth）もあり、これは古くから洗濯用に使われた。

## 取扱事業者
国産のベントナイトは、株式会社ホージュンやクニミネ工業株式会社が製造販売している。
アメリカワイオミング州の製品を商社であるシンワフーズケミカルやボルクレイ・ジャパン等が輸入している。

## 加工品
ベントナイトは化学的に加工されて用いられることも多い。例えば、カルシウム型ベントナイトをイオン交換によりナトリウム型とした活性化ベントナイトが用いられる。また陽イオンを四級アンモニウムに交換した有機ベントナイトや、ポリマーと組み合わせた複合ベントナイトも、建設用途などに用いられる。酸処理したものは活性白土といい、吸着剤や触媒に用いられる。